# Anthony Fisher (biskup)
Anthony Colin Joseph Fisher OP (ur. 10 marca 1960 w Sydney) – australijski duchowny rzymskokatolicki, dominikanin, biskup pomocniczy Sydney w latach 2003–2010, biskup Parramatty w latach 2010–2014, arcybiskup metropolita Sydney od 2014.

## Życiorys
18 lutego 1987 złożył śluby zakonne w zakonie dominikanów. 14 września 1991 przyjął święcenia kapłańskie, których udzielił mu Eusebius John Crawford OP, ówczesny biskup Gizo. Po święceniach został skierowany na studia doktoranckie z bioetyki na Uniwersytet Oksfordzki, uwieńczone w 1995. Po powrocie do kraju został wykładowcą katolickiego uniwersytetu w Melbourne, zaś w 2000 założył w tymże mieście instytut badań nad małżeństwem i rodziną.
16 lipca 2003 papież Jan Paweł II mianował go biskupem pomocniczym Sydney ze stolicą tytularną Buruni. Sakry udzielił mu 3 września 2003 George Pell, arcybiskup metropolita Sydney, późniejszy kardynał. Jako biskup pełnił urząd wikariusza ds. życia i zdrowia, był także proboszczem jednej z sydnejskich parafii.
8 stycznia 2010 papież Benedykt XVI powierzył mu urząd biskupa diecezjalnego Parramatty. Ingres do tamtejszej katedry odbył się 4 marca 2010.
18 września 2014 papież Franciszek mianował go arcybiskupem metropolitą Sydney. Urząd objął 12 listopada 2014.